# ECW December to Dismember
O ECW December to Dismember é um evento realizado pela primeira vez pela original Extreme Championship Wrestling (ECW) em 1995. Foi um pay-per-view promovido pela WWE para o seu novo programa ECW em 2006. É o segundo de dois PPV da ECW produzidos pela WWE, sendo o primeiro o ECW One Night Stand.

## Resultados

### 1995
December to Dismember 1995 aconteceu dia 9 de dezembro de 1995 no ECW Arena na cidade de Philadelphia, Pennsylvania.
- Dances with Dudley and Dudley Dudley defeated Bad Breed (Axl Rotten and Ian Rotten) (2:00)
- Taz ganhou de El Puerto Ricano (3:26)
- Hack Meyers ganhou de Bruiser Mastino (6:15)
- The Eliminators (Perry Saturn e John Kronus) ganharam de The Pitbulls (#1 e #2) (9:30)
- Raven ganhou de  Tommy Dreamer (8:45)
- JT Smith ganhou de  Tony Stetson (5:04)
- The Sandman ganhou de Mikey Whipwreck (c) e Steve Austin(19:45)
- The Public Enemy (Rocco Rock e Johnny Grunge) ganharam de The Heavenly Bodies (Tom Pritchard e Jimmy Del Ray) (8:46)